# Antoine Maurice der Jüngere
Antoine Maurice (* 17. April 1716 in der Stadtrepublik Genf; † 23. Juli 1795 ebenda) war ein Genfer evangelischer Geistlicher und Hochschullehrer.

## Leben

### Familie
Antoine Maurice entstammte der aus der Provence geflohenen Hugenottenfamilie Maurice und war das einzige Kind seines gleichnamigen Vaters Antoine Maurice, evangelischer Geistlicher und Hochschullehrer, und dessen Ehefrau Marie (* 18. Mai 1672 in Lyon), Tochter von Claude Philibert (* 2. März 1642 in Lyon), Bankier und Kaufmann in Lyon und ehemaliges Mitglied des dortigen Kirchenrats.
Er war mit Sophie-Dorothée, Tochter von Ludwig-Friedrich Bonnet de Saint-Germain (* 12. Dezember 1670 in Genf; † 7. April 1761 ebenda), Anwalt und ehemaliger Resident Preussens in London sowie Syndikus von Genf, verheiratet. Von seinen Kindern ist namentlich bekannt:
- Frédéric-Guillaume Maurice (* 23. August 1750 in Genf; † 18. Oktober 1826 ebenda)[5], Meteorologe; verheiratet in erster Ehe mit Marguerite (geb. Bertrand) († 1781) und in zweiter Ehe mit Rose (geb. Vanière) († 1848)[6]. Sein Sohn war der Mathematiker Jean-Frédéric Maurice (* 13. Oktober 1775 in Genf; † 17. April 1851 ebenda)[7].

### Werdegang
Antoine Maurice beschäftigte sich bereits in seiner Jugend mit den Thesen von Isaac Newton und schrieb 1732, mithilfe der Professoren Gabriel Cramer und Jean-Louis Calandrini, eine Abhandlung über Ebbe und Flut.
Er studierte in der Zeit von 1732 bis 1735 Theologie an der Académie de Genève und wurde 1737 ordiniert.
Von 1737 bis 1739 reiste er zur Weiterbildung nach Amsterdam, London und Paris.
1749 erfolgte seine Aufnahme in die Compagnie des pasteurs von Genf.
Nach dem Tod seines Vaters war er von 1756 bis 1795 Pfarrer in Genf; in dieser Zeit war er ebenfalls von 1756 bis zu seinem Tod Theologieprofessor an der Akademie Genf. Zu seinen Studenten gehörte unter anderem der spätere Naturwissenschaftler und Apotheker Henri-Albert Gosse.

### Geistliches und berufliches Wirken
Antoine Maurice übte von 1758 bis 1764 und von 1776 bis 1778 das Amt des Rektors der Akademie aus; 1795 war er auch Dekan der Compagnie des pasteurs.
Er veröffentlichte zahlreiche theologische Schriften.

## Schriften (Auswahl)
- Thèses sur le flux et le reflux de la mer. 1732.
- Défense de la Réformation. Frankfurt, J. B. Eichenberg, 1752.
- These theol. de revelationum divinar. progressu. Genf 1758.
- De Fide veterum Judaeorum circa futurum post hanc vitam statum. Genf 1780.
- Disquisitio critico-theologica de tolerantia apud ethnicos. Genf 1790.